# 迪亚布罗·科蒂
迪亚布罗·科蒂（英語：Diablo Cody，本名Brook Busey-Maurio，1978年6月14日—），是美国编剧、作家。
科蒂最初以名为“猫的牧场”博客上一系列自拍脱衣舞娘照和2006年的回忆录《糖果女孩：不靠谱脱衣舞娘生命中的一年》收到网民和媒体的注意。
但真正令她名声大噪的却是作为2007年票房与评论界黑马影片《鴻孕當頭》的编剧，并凭该片荣获奥斯卡最佳原创剧本奖。成功踏入电影界之后，她后来担任电影《詹妮弗的躯体》、《青少年》的编剧，并创作了电视连续剧《倒错人生》。目前科蒂主持一档网络名人访谈节目《限制级预告》。

## 早期生活
科蒂和哥哥马克在伊利诺伊州雷蒙特镇（一个芝加哥近郊小镇）。科蒂生长在一个天主教家庭。之后在本奈特学院学习，该校是一伊利诺伊州莱尔市所罗马天主教教会学校。
在穿越怀俄明州的科蒂时，她一遍又一遍听了阿卡迪亚乐队的单曲《El Diablo》之后，给自己取了笔名“迪亚布罗·科蒂”（Diablo Cody，diablo是西班牙语中“恶魔”的意思）。
毕业于艾奥瓦州立大学获传媒学学位 当在大学期间，科蒂在学校图书馆的采购部门工作。 毕业后的第一个工作是在芝加哥的一家法律公司担任秘书，之后在明尼双城电台（阿波利斯市-圣保罗市）做广告校对。
迪亚布罗·科蒂开通了一个博客，编写一个“红色秘书”的模仿作品，内容讲述了一个在白俄罗斯生活的秘书的故事。 内容其实来自于科蒂现实生活。
从芝加哥搬到明尼苏达州明尼阿波利斯市之后，科蒂以“宝贝女孩”的昵称开通了一个真正的博客。

## 舞娘与作者
出于一时兴起，科蒂在明尼阿波利斯市一个叫航线酒店的脱衣舞俱乐部的“业余舞娘之夜”签约。  最后出于觉得这个工作很好玩，她辞掉工作成为了全职脱衣舞娘。
跳脱衣舞期间，科蒂开始为阿波利斯市-圣保罗市一个小众周刊《城市之页》写文章。 《城市之页》编辑的变动，导致她离开了周刊。 科蒂曾为停刊的杂志《JANE》写作。自2007年12月气，科蒂在著名的《娱乐周刊》开设专栏。
二十四岁的时候，迪亚布罗·科蒂写了她的回忆录《糖果女孩：不靠谱脱衣舞娘生命中的一年》。在梅森·诺维克向科蒂表示对她尖刻的声音表示兴趣之后，这本书开始撰写。梅森很快成为她的经理人。基于博客“猫的牧场”颇具人气，梅森成功为她拿到了高谭出版神的出版合同。

## 编剧生涯
完成回忆录之后，在梅森·诺维克的鼓励下，科蒂开始创作她的第一个剧本。
科蒂花了数个月创作《朱诺》，一个关于未成年意外怀孕的成长。由贾森·雷特曼执导，艾伦·佩吉和迈克尔·塞拉主演。2007年7月，Showtime电视台宣布将会制作一集科蒂的梦工厂电视连续剧，《倒错人生》。源自史蒂芬·斯皮尔伯格的想法，《倒错人生》是出关于一个患有分离性身份障碍的母亲，由托尼·科莱特主演。 连续剧从2008年春季开机，2009年1月18日首播。
2007年10月，科蒂将剧本《少女风格》卖给环球影业，另外一个惊悚片剧本《詹妮弗的躯体》卖给福克斯。 梅根·福克斯扮演了《詹妮弗的躯体》的女主角，影片在2009年9月18日首映。 她还为斯蒂芬·安亭自编自导的音乐影片《蓓蕾时刻》改写剧本。
2009年科蒂签约担任编剧和制作一部改编自青少年书系的小说《甜蜜高谷》。 2011年她为菲德·阿尔瓦雷兹翻拍自1980年代惊悚片《恶魔之死》的处女作剧本进行修订。
2012年2月24日，科蒂宣布她的下个项目将是导演处女作，讲述一个女人在火难后脱离宗教的故事。
自2011年10月开始，她开始担任L-工作室名人网络访谈节目《限制级预告》的主持人。

## 个人生活
编剧达纳·福克斯（《维加斯发生了什么》、《伴侣度假村》）和劳伦·斯卡法莉娅（《爱情无限谱》）是科蒂的好朋友和合作者，她们经常在一起玩出编写剧本，以求可以相互提意见。

## 提名与获奖
《朱诺》
- 奥斯卡最佳原创剧本奖
- 英国影艺学院奖最佳原创剧本
- 美国编剧工会奖电影类最佳原创剧本
- 美国广播影评人奖最佳原创剧本
- 美国电影评论学会奖最佳剧本
- 独立精神奖最佳剧本处女作
- 金卫星奖电影类最佳原创剧本
- 提名 — 金球奖最佳剧本

《青少年》
- 提名 — 美国广播影评人奖最佳原创剧本
- 提名 — 美国编剧工会奖电影类最佳原创剧本

## 作品

### 电影
| 年份   | 片名             | 职务/角色        | 备注     | 参考   |
| ------ | ---------------- | ---------------- | -------- | ------ |
| 2007年 | 《朱诺》         | 编剧             |          | [ 17 ] |
| 2009年 | 《詹妮弗的躯体》 | 编剧、监制       |          | [ 18 ] |
| 2011年 | 《青少年》       | 编剧、制片       |          | [ 19 ] |
| 2013年 | 《恶魔之死》     | 编辑             | 前期筹备 | [ 20 ] |
| 2013年 | 未命名导演处女作 | 导演、编剧、监制 | 前期筹备 | [ 21 ] |

### 电视
| 年份   | 片名               | 职务/角色        | 备注           | 参考   |
| ------ | ------------------ | ---------------- | -------------- | ------ |
| 2008年 | 《周日早晨的交火》 | 本尊             | 第五季第十三集 | [ 22 ] |
| 2009年 | 《倒错人生》       | 原创、编剧、监制 | 2009年-2011年  |        |
| 2009年 | 《90210》          | 本尊             | 第一季第十九集 | [ 23 ] |
| 2010年 | 《儿童医院》       | 编剧             | 第二季第十集   | [ 24 ] |
| 2011年 | 《机器鸡》         | 本尊             | 第五季第九集   | [ 25 ] |

### 视频
| 年份 | 片名                | 职务/角色 | 备注 | 参考   |
| ---- | ------------------- | --------- | ---- | ------ |
| 2008 | 《Sincerely Yours》 | 女演员    |      |        |
| 2010 | 《Tight》           | 编剧      |      | [ 26 ] |

## 相关连接
- 博客：
  - 迪亚布罗·科蒂的MySpace主頁 （现用）
  - 猫的牧场《城市之页》 2005年2月-2007年9月
  - 猫的牧场 （页面存档备份，存于）BlogSpot.com 2003年2月28日-2005年2月22日

- 迪亚布罗·科蒂在互联网电影资料库（IMDb）上的資料（英文）